# Marathon de Sydney
Le Marathon de Sydney est une course de marathon se déroulant tous les ans, en septembre, dans les rues de Sydney, en Australie. Créée en 2001, l'épreuve fait partie du circuit international des IAAF Road Race Label Events, dans la catégorie des « Labels d'argent ». À partir de 2025, il fait partie des World Marathon Majors.

## Palmarès
Record de l'épreuve
| Année     | Vainqueur masculin                        | Temps                                     | Vainqueure féminine                       | Temps                                     |
| --------- | ----------------------------------------- | ----------------------------------------- | ----------------------------------------- | ----------------------------------------- |
| 2012      | Yuki Kawauchi                             | 2 h 11 min 52 s                           | Mitsuko Hirose                            | 2 h 48 min 49 s                           |
| 2013      | Willy Koitile                             | 2 h 13 min 48 s                           | Biruktayit Degefa                         | 2 h 32 min 46 s                           |
| 2014      | Gebo Burka                                | 2 h 11 min 18 s                           | Biruktayit Degefa                         | 2 h 29 min 42 s                           |
| 2015      | Hisanori Kitajima                         | 2 h 12 min 44 s                           | Meriem Wangari                            | 2 h 34 min 38 s                           |
| 2016      | Tomohiro Tanigawa                         | 2 h 12 min 13 s                           | Makda Harun                               | 2 h 32 min 22 s                           |
| 2017      | Shota Hattori                             | 2 h 15 min 16 s                           | Makda Harun                               | 2 h 28 min 06 s                           |
| 2018      | Elijah Kemboi                             | 2 h 13 min 37 s                           | Mercy Kibarus                             | 2 h 31 min 24 s                           |
| 2019      | Felix Kiprotich                           | 2 h 9 min 49 s                            | Stella Barsosio                           | 2 h 24 min 33 s                           |
| 2020-2021 | Annulé pour cause de Pandémie de Covid-19 | Annulé pour cause de Pandémie de Covid-19 | Annulé pour cause de Pandémie de Covid-19 | Annulé pour cause de Pandémie de Covid-19 |
| 2022      | Moses Kibet                               | 2 h 7 min 3 s                             | Tigist Girma                              | 2 h 25 min 10 s                           |
| 2023      | Othmane El Goumri                         | 2 h 8 min 20 s                            | Betsy Saina                               | 2 h 26 min 47 s                           |
| 2024      | Brimin Kipkorir                           | 2 h 6 min 18 s                            | Workenesh Edesa                           | 2 h 21 min 41 s                           |